# Чемпионат США по кёрлингу среди юниорских смешанных пар
Чемпионат США по кёрлингу среди юниорских смешанных пар (англ. United States Junior Mixed Doubles Curling Championship) — ежегодное соревнование юниорских (до возраста 21 год) смешанных пар (команд из двух человек — одного мужчины и одной женщины; англ. Mixed doubles curling) США по кёрлингу. Проводится начиная с сезона 2024—2025. Организатором является Ассоциация кёрлинга США (англ. United States Curling Association, USA Curling, USCA).
Победитель чемпионата получает право до следующего чемпионата представлять США на международной арене (в том числе на чемпионате мира) как юниорская смешанная парная сборная США.

## Годы, места проведения и команды-призёры
| Год  | Город и штат проведения чемпионата           | Золото                       | Серебро                          | Бронза                      | Место на чемпионате мира |
| ---- | -------------------------------------------- | ---------------------------- | -------------------------------- | --------------------------- | ------------------------ |
| 2025 | Дулут (Миннесота) 29 ноября — 1 декабря 2024 | Heidi Holt / Zachary Brenden | Gianna Johnson / Will Podhradsky | Ella Wendling / Benji Paral | 5                        |